# Ký âm
Ký âm là bất kỳ hệ thống nào được sử dụng để thể hiện trực quan âm nhạc nhận thức được chơi bằng nhạc cụ hoặc được hát bằng giọng nói của con người thông qua việc sử dụng các biểu tượng được viết, in hoặc sản xuất.